# Jefim Sławski
Jefim Pawłowicz Sławski, ros. Ефим Павлович Славский (ur. 26 października?/7 listopada 1898 we wsi Makiejewka, obecnie Ukraina, zm. 28 listopada 1991 w Moskwie) – radziecki wojskowy i polityk narodowości ukraińskiej.

## Życiorys
Od 1918 służył w Armii Czerwonej i należał do RKP(b), uczestniczył w wojnie domowej, w 1 Armii Konnej był dowódcą plutonu, później komisarzem pułku, a w latach 1927–1928 komisarzem brygady kawalerii w Tyflisie. W 1933 ukończył Moskiewski Instytut Metali Kolorowych i Złota, potem pracował jako inżynier, szef warsztatu, główny inżynier i dyrektor fabryki „Elektrocynk” Ludowego Komisariatu Przemysłu Czołgowego ZSRR w mieście Ordżonikidze (obecnie Władykaukaz). W 1941 został dyrektorem Dnieprowskiego Kombinatu Aluminium w Zaporożu – za udaną jego ewakuację otrzymał swój pierwszy Order Lenina. Następnie był dyrektorem kombinatu aluminium na Uralu, w latach 1949–1953 zastępcą i I zastępcą Pierwszego Głównego Zarządu przy Radzie Ministrów ZSRR, a od 1953 – ministrem Przemysłu Maszyn Średnich, odpowiedzialnym za radziecki przemysł atomowy. Brał udział w przeprowadzeniu próby pierwszej radzieckiej bomby wodorowej. W latach 1957–1986 był ministrem budowy maszyn średnich ZSRR, jednocześnie 1963–1965 przewodniczącym Państwowego Komitetu Produkcyjnego ds. Budowy Maszyn Średnich ZSRR, 1961-1990 był członkiem KC KPZR, 21 listopada 1986 przeszedł na emeryturę. Został pochowany na Cmentarzu Nowodziewiczym.

## Odznaczenia
- Medal Sierp i Młot Bohatera Pracy Socjalistycznej (trzykrotnie – 29 października 1949, 4 stycznia 1954 i 7 marca 1962)
- Order Lenina (dziesięciokrotnie – 25 lipca 1942, 10 lutego 1944, 23 lutego 1945, 29 października 1949, 11 września 1956, 25 października 1958, 25 października 1968, 25 października 1971, 25 października 1978 i 25 października 1983)
- Order Rewolucji Październikowej (25 października 1973)
- Order Wojny Ojczyźnianej I klasy (11 marca 1985)
- Order Czerwonego Sztandaru Pracy (dwukrotnie – 24 grudnia 1953 i 29 lipca 1966)
- Medal „Za pracowniczą dzielność” (21 sierpnia 1953)
- Order „Gwiazda Przyjaźni między Narodami” II klasy (NRD, 1978)
- Order Przyjaźni (Czechosłowacja, 1978)

I medale ZSRR.